# Castell de Serrella
El castell de Serrella es troba al terme de Banyeres de Mariola, a la comarca de l'Alcoià, País Valencià. És un Bé d'Interés Cultural.
D'origen islàmic, protegia el lloc de Serrella, el qual, després de la reconquesta, va ser donat a Jofré de Loaisa. Posteriorment, es va despoblar en favor de la veïna Banyeres de Mariola. El castell, amb el pas del temps, va quedar en ruïna. Actualment, només se'n conserven algunes parts de la muralla (basaments i maçoneria) i les restes de torres.